# Gerrothorax pulcherrimus
Gerrothorax pulcherrimus és una espècie d'amfibi temnospòndil que va viure al període Triàsic. Les seves restes fòssils s'han trobat a Suècia.

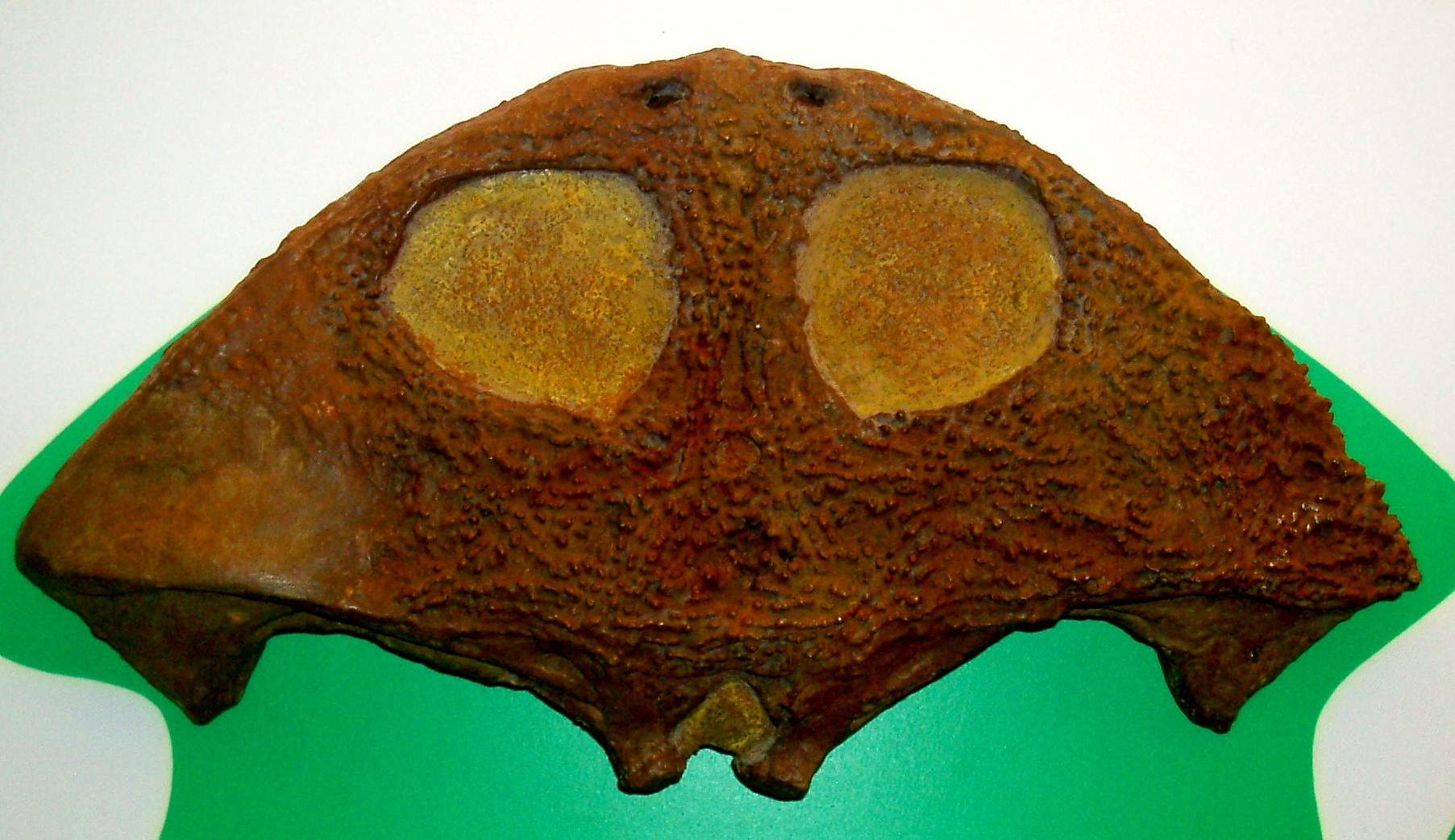
Gerrothorax

Gerrothorax feia vora 1 metre de longitud, i tenia un cos aplanat.
Els fòssils han mostrat que Gerrothorax era pedomòrfic, retenint les brànquies larvals en l'adult.